# ربط الشريط المطاطي

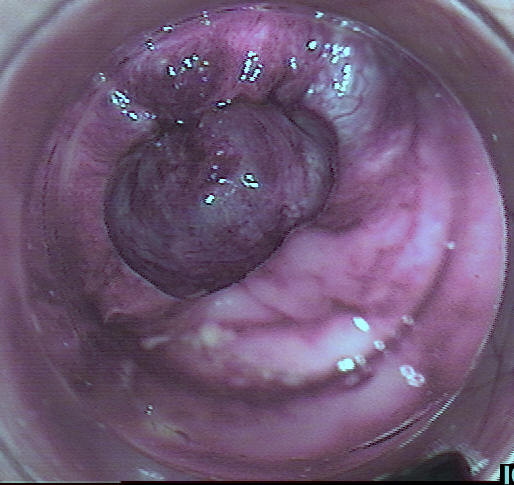

ربط الشريط المطاطي (بالإنجليزية: Rubber band ligation)‏ ‏(RBL) هو طريقة لعلاج مرضى البواسير الداخلية بكل درجاتها. ويُستخدم الأطباء عدة تقنيات لتنفيذ العملية منها الأجهزة التقليدية المعدنية، والربط بالمنظار، ونظام أوريغان.
عملية ربط الشريط المطاطي، يتم تطبيقه على مجموعة قاعدة الباسور، لوقف إمدادات الدم إلى كتلة البواسير. ثم يتقلص الباسور ويموت في غضون بضعة أيام وتذبل أنسجة البواسير. كما أن الشريط سوف يسقط أثناء حركات الأمعاء الطبيعي ومن دون أن يلاحظ المريض.